# Nyans (färg)
Den här artikeln handlar om Nyans hos färger. För andra betydelser se Nyans

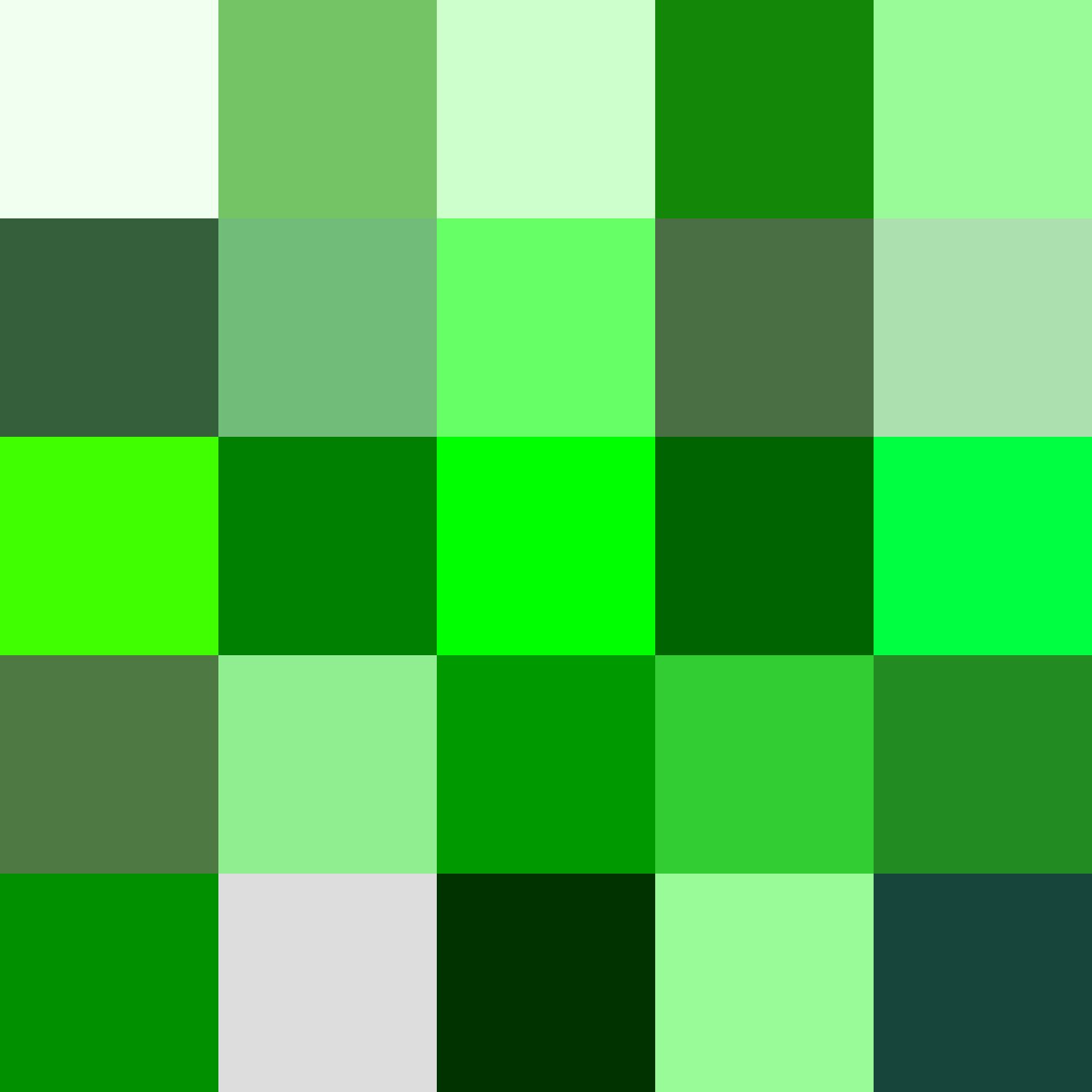
Olika nyanser av en och samma gröna kulörton

Nyans avser små skillnader eller skiftningar i uttrycket för färg, ljus och skugga med avseende på deras ton eller mättnad. Inom färglära kallar man närliggande varianter av färger för olika nyanser.

## Nyans i NCS-systemet
I NCS-systemet, som är en svensk standard för färgbeskrivning, är nyans en färgegenskap som är oberoende av kulörtonen och som specificeras med parametrarna svarthet, vithet och kulörthet. Den olika nyanserna med en och samma kulörton visas i NCS färgtriangel.

## Begreppsförvirring
Det internationella färgsystemet HSV (Hue Saturation Value) för bildskärmsanvändning har på svenska fått namnet NMI (Nyans Mättnad Intensitet). Detta bygger på en felaktig översättning av det engelska ordet hue, som på svenska är kulörton och inte nyans.